# Biaoxi (sockenhuvudort i Kina, Zhejiang Sheng, lat 27,85, long 119,50)
Biaoxi (kinesiska: 标溪乡) är en sockenhuvudort i Kina. Den ligger i provinsen Zhejiang, i den östra delen av landet, omkring 270 kilometer söder om provinshuvudstaden Hangzhou. Antalet invånare är 1 675. Befolkningen består av 807 kvinnor och 868 män. Barn under 15 år utgör 16,0 %, vuxna 15-64 år 64 %, och äldre över 65 år 19,0 %.
Runt Biaoxi är det ganska tätbefolkat, med 78 invånare per kvadratkilometer. Närmaste större samhälle är Shawan, 3,2 km väster om Biaoxi. I omgivningarna runt Biaoxi växer i huvudsak blandskog.
Genomsnittlig årsnederbörd är 2 328 millimeter. Den regnigaste månaden är juni, med i genomsnitt 383 mm nederbörd, och den torraste är januari, med 67 mm nederbörd.